# Kreis Kempen in Posen

Der Kreis Kempen in Posen

Der Kreis Kempen in Posen am Südostrand der preußischen Provinz Posen bestand in der Zeit von 1887 bis 1920. Das ehemalige Kreisgebiet gehört heute zur polnischen Woiwodschaft Großpolen. Der Landkreis Kempen in Posen (bzw. ab 1941 Landkreis Kempen (Wartheland)) war außerdem während des Zweiten Weltkrieges eine deutsche Verwaltungseinheit im besetzten Polen (1939–1945).

## Ausdehnung
Der Kreis Kempen in Posen hatte eine Gesamtfläche von 458 km².

## Verwaltungsgeschichte
Am 1. Oktober 1887 wurde aus dem Südteil des Kreises Schildberg der Kreis Kempen in Posen gebildet. Kreisstadt und Sitz des Landratsamtes wurde die Stadt Kempen.
Am 27. Dezember 1918 begann in der Provinz Posen der Großpolnische Aufstand der polnischen Bevölkerungsmehrheit gegen die deutsche Herrschaft, das Kreisgebiet blieb jedoch unter deutscher Kontrolle. Am 28. Juni 1919 trat die deutsche Regierung mit der Unterzeichnung des Versailler Vertrags den Kreis Kempen in Posen an das neu gegründete Polen ab. Deutschland und Polen schlossen am 25. November 1919 ein Abkommen über die Räumung und Übergabe der abzutretenden Gebiete ab, das am 10. Januar 1920 ratifiziert wurde. Die Räumung durch deutsche Truppen und Übergabe an Polen erfolgte zwischen dem 17. Januar und dem 4. Februar 1920.

## Einwohnerentwicklung
| Jahr | Einwohner | Quelle |
| ---- | --------- | ------ |
| 1890 | 32.977    |        |
| 1895 | 34.704    | [ 1 ]  |
| 1900 | 34.593    | [ 2 ]  |
| 1910 | 37.050    | [ 2 ]  |

Von den Einwohnern im Jahre 1890 waren etwa 80 % Polen, 15 % Deutsche und 5 % Juden. Ein großer Teil der deutschen Einwohner verließ nach 1920 das Gebiet.

## Politik

### Landräte
1887–191000Gustav von Scheele (1844–1925)
1910–191700Karl Lindenberg (* 1883)
1917–192000?

### Wahlen
Der Kreis Kempen in Posen gehörte zum Reichstagswahlkreis Posen 10. Der Wahlkreis wurde bei allen  Reichstagswahlen zwischen 1874 und 1912 von Ferdinand von Radziwill, dem Kandidaten der Polnischen Fraktion gewonnen.

## Kommunale Gliederung
Zum Kreis Kempen in Posen gehörten am 1. Januar 1908 die Städte Kempen und Baranów. Die 53 Landgemeinden und 37 Gutsbezirke waren zu Polizeidistrikten zusammengefasst.

## Gemeinden
Am Anfang des 20. Jahrhunderts gehörten die folgenden Gemeinden zum Kreis:
| - Baranow, Stadt - Biadaszki - Birkenfelde - Boleslawice - Borek mielenski - Domanin - Donaborow - Grembanin - Jankow - Janowka - Jozefowka - Jutrkow - Kempen in Posen, Stadt - Kierzno | - Kochlow - Kronschkow - Kuznica skakawa - Kuznica slupska - Kuznica trzcinska - Laski - Lenka - Lenka mroczenska - Lipie - Lubczyn - Marianka siemianska - Mechnice - Mikorzyn - Mirkow | - Mroczen - Olszowa - Opatow - Oschin - Ostrowiec - Piaski - Pietrowka - Podsamtsche - Pomiany - Przybyschew - Rakow - Rzetnia - Siemianice - Slupia | - Smardze - Strenze - Swiba I - Swiba II - Szalonka - Szklarka mielenska - Teklinow - Torzeniec - Trzebin - Turze - Veronikenpol - Wodziczno - Wyschanow - Zmyslona slupska |

Zu Beginn des 20. Jahrhunderts wurden mehrere Ortsnamen eingedeutscht.

## Der Landkreis Kempen (Wartheland) im besetzten Polen (1939–1945)
Im Zweiten Weltkrieg bildeten die deutschen Besatzungsbehörden die Verwaltungseinheit Landkreis Kempen in Posen im Regierungsbezirk Posen (ab dem 21. Mai 1941: Landkreis Kempen (Wartheland)). Die am 26. Oktober 1939 vollzogene Annexion des Gebietes durch das Deutsche Reich war als einseitiger Akt der Gewalt völkerrechtlich aber unwirksam. Der größte Teil der jüdischen Einwohner wurde von der deutschen Besatzungsmacht ermordet. Mit dem Einmarsch der Roten Armee im Januar 1945 endete die deutsche Besetzung.